# Clostebol acetate
Clostebol acetate (BAN) (tên biệt dược Macrobin, Steranabol, Alfa-Trofodermin, Megagrisevit), hay còn gọi 4-chlorotestosterone 17β-acetate (4-CLTA) hoặc 4-chloroandrost-4-en-17β-ol-3-one 17β-acetate, là một, anabolic-androgenic steroid đường tiêm tổng hợp (AAS) và dẫn xuất của testosterone được bán tại Đức và Ý. Nó là một androgen ester – cụ thể, C17β axetat ester của clostebol (4-chlorotestosterone) – và có tác dụng như là một tiền chất của clostebol của cơ thể.Bản mẫu:Additional citation needed Clostebol acetate được sử dụng thông qua tiêm bắp.